# Archivística
La archivística, archivología o archivonomía es una disciplina propia de las ciencias de la información, dedicada al estudio teórico y práctico de los principios, procedimientos y problemas concernientes a las funciones de los documentos y de las instituciones que los generan y los custodian, con el objetivo de potenciar el uso y servicio de ambos.
La archivística también aborda el estudio del contexto de la información archivística y de los posibles usos que se le puede dar, razón por la cual está incluida dentro de las ciencias de la información, junto con la biblioteconomía y la documentación. Aunque habitualmente es relacionada con los grandes archivos públicos, también es de aplicación a archivos familiares o de pequeñas organizaciones. También es frecuente la perspectiva de la archivística como disciplina dedicada al patrimonio documental histórico, pero esta visión resulta reduccionista pues resulta imprescindible aplicar sus principios también en la gestión documental.
Los documentos de archivo han sido objeto siempre de prácticas que procuraban garantizar su localización, acceso y utilidad. Sin embargo, no fue hasta la primera mitad del siglo XIX que los principios de la organización archivística y la teoría detrás de sus procedimientos comenzaron a desarrollarse formalmente. Desde entonces se ha desarrollado notablemente la literatura profesional, se han creado organismos internacionales específicos, se ha renovado el concepto de usuario de Archivo y se han incluido en su ámbito de estudio los documentos electrónicos.
La archivística se enseña en titulaciones universitarias como biblioteconomía, documentación, encontrándose algunas asignaturas sueltas en otras titulaciones, como humanidades o historia. Tampoco pueden olvidarse los archivos de historias clínicas, en el campo de la salud.

## Definición y ámbito de la archivística

### Definición de archivística
Existen numerosas definiciones del concepto de Archivística, algunas de ellas ordenadas cronológicamente conforme su fecha de publicación son:

Ciencia que no emplea el método científico. Auxiliar de la Historia.
Juan Nievas de Castronegro, 1902.

Ciencia de los archivos.
Eugenio Casanova, 1928.

Ciencia que trata de los archivos, de su conservación, administración, clasificación, ordenación, interpretación, etc; de las colecciones de documentos que en los archivos se conservan como fuente para su conocimiento ulterior y servicio público.
T. R. Schellenberg, 1958.

Disciplina joven y moderna en pleno desarrollo y formación de conceptos generalmente valederos o reconocidos y prácticas experimentadas (...) disciplina auxiliar o funcional de la administración y la historia, que se refiere a la creación, historia, organización y funciones de los archivos y sus fundamentos legales.
Aurelio Tanodi, 1960.

Ciencia que se contrae al estudio del origen, formación, organización, razón jurídica, ordenamiento legal y funcionamiento de los archivos.
Mario Briceño Perozo, 1969.

Ciencia completa en sí, con principios universalmente válidos y una literatura científica considerable en diferentes lenguas.
Elio Lodolini, 1982.

Ciencia y técnicas relativas a la organización, la legislación y la reglamentación, el tratamiento y la gestión de los archivos.
Asociación Francesa de Normalización AFNOR, 1986.

Ciencia de los archivos, no de los documentos, aunque en última instancia éstos sean el producto integrante de aquellos. Como tal se ocupa de la creación, historia, organización y servicio de los mismos a la administración y a la Historia, en definitiva, a la sociedad (...) ciencia que estudia la naturaleza de los archivos, los principios de su conservación y organización y los medios para su utilización.
Antonia Heredia Herrera, 1987.

Estudio teórico y práctico de los principios, procedimientos y problemas concernientes a las funciones de los archivos.
Consejo Internacional de Archivos, 1988.

Ciencia que estudia los principios y procedimientos metódicos empleados en la conservación de los documentos de archivo, permitiendo asegurar la presentación de los derechos, de los intereses, del buen hacer y de la memoria de las personas morales y físicas.
Asociación Francesa de Normalización AFNOR, 1991.

Metadisciplina en la que el archivero actúa como intermediario entre el material y el usuario final.
F. J. Stielow, 1991.

Ciencia que estudia el origen, la formación, la ordenación, el funcionamiento y la conservación de los archivos, además de las leyes que los rigen y todos los problemas que les afectan, y al mismo tiempo enseña a conocer su historia, naturaleza y escritura.
Salvatore Vagnoni, 1995.

La conclusión a la que José Ramón Cruz Mundet llega después de analizar esta y otras definiciones de la doctrina archivística, es que la Archivística:

Es ciencia por cuanto posee un objeto, los archivos en su doble consideración: los fondos documentales y su entorno; posee, además, un método, compuesto por un conjunto de principios teóricos y procedimientos prácticos, cuya evolución constante la perfilan con mayor nitidez día a día. Y un fin: hacer recuperable la información para su uso.
José Ramón Cruz Mundet, 2003.

Una definición más reciente sería:

Ciencia de los documentos de archivo y de los Archivos como custodios de aquéllos y como sistemas responsables de su gestión, así como de la metodología aplicada a unos y a otros y cuyo objetivo es potenciar el uso y servicio de los documentos y de los Archivos.
Antonia Heredia Herrera, 2011.

Esta última es la definición que consta en noviembre de 2015 en el Diccionario Archivístico Multilingüe del Consejo Internacional de Archivos.

### Ámbito de la archivística
Las prácticas archivísticas han auxiliado siempre la práctica administrativa, y como disciplina ha pasado de estar al servicio de la investigación histórica a adquirir una entidad propia como ciencia de un marcado carácter interdisciplinar. Además, su evolución también ha llevado a una mayor inclinación de su atención al documento de archivo y a las relaciones que lo caracterizan, en detrimento de la dedicación a la organización y funcionamiento del Archivo como institución.
La archivística tiene muchos puntos en común con la Biblioteconomía y la Documentación, como la preocupación por la variedad de los soportes de la información (papel, cintas magnéticas, discos ópticos,...), el avance en las técnicas de reprografía, la planificación de la prevención e intervención en incidentes y desastres, la evolución de las demandas de información de los usuarios, etc. Aunque el objeto de las tres disciplinas es la información, la información archivística tiene características propias:
1. El documento de archivo se origina natural y fluidamente dentro de una secuencia que lo relaciona con otros documentos de archivo; es único, irrepetible y seriado por ser producto de una acción continuada en el tiempo; en algún momento han tenido efectos probatorios de carácter jurídico-administrativo; es íntegro, ya que debe ser transmitido y conservado sin alteraciones hasta que se decida su eliminación.
2. La información archivística es una información interna, previsible y reglada, producida necesaria e inevitablemente en el desarrollo de las actividades de una persona física o jurídica, como consecuencia de procesos previamente establecidos por quien la produce, sin que intervenga en su aparición ningún tipo de capacidad creativa.

## Historia de la archivística

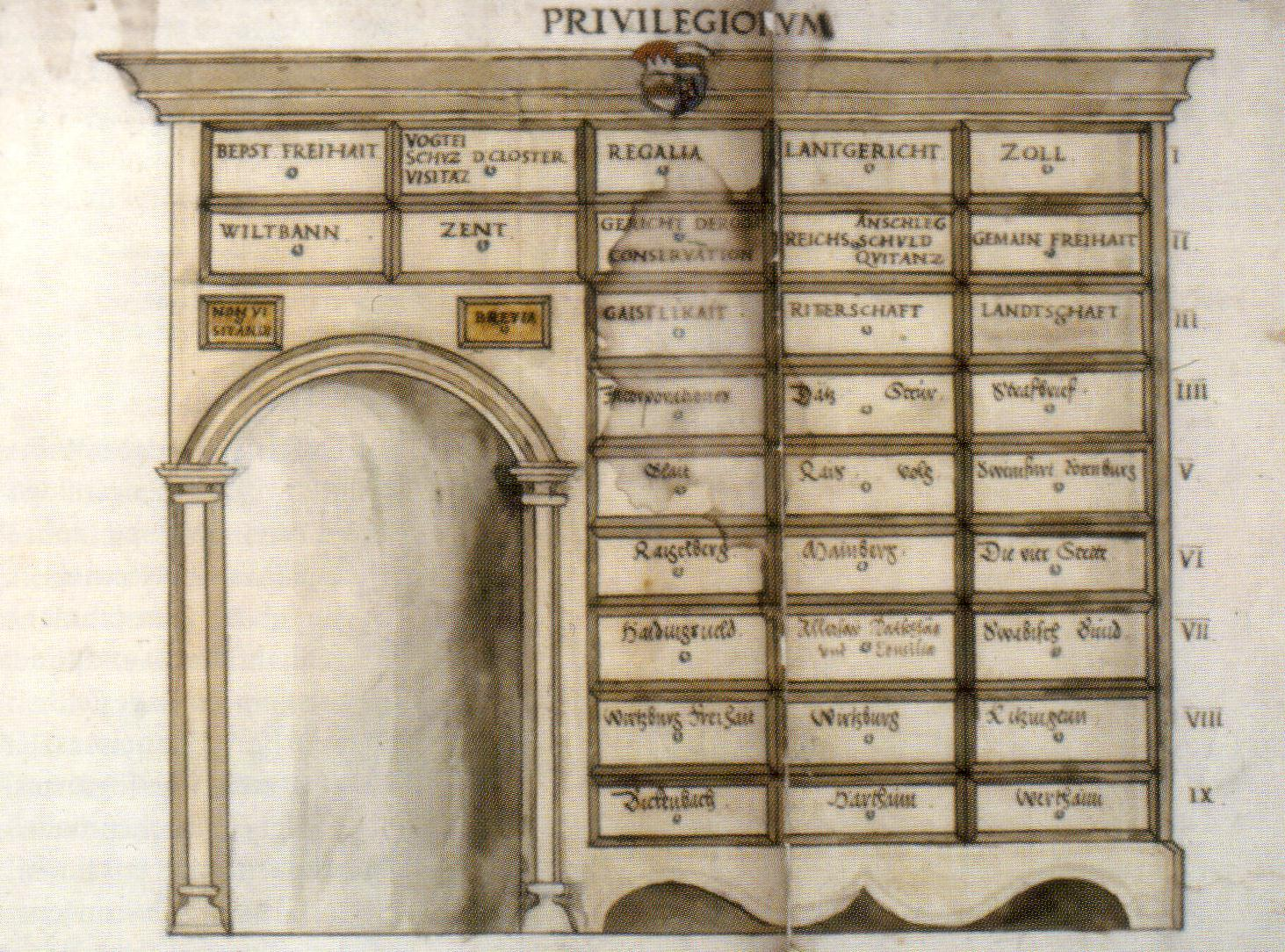
Grabado representando un archivo.

La evolución de la archivística como disciplina es uno de los temas de mayor relevancia actualmente, es importante, comprender cómo esta ha llegado a convertirse en un saber consolidado, una ciencia, que tiene como principal objetivo conservar la información y facilitar el acceso al conocimiento que los documentos otorgan.

### Periodo pre-archivístico
La archivística antigua, también denominada archivo de palacio. Sus orígenes o antecedentes más lejanos sobre el uso de los archivos fácilmente se descubren en la antigüedad en el siglo X a. C. Surgió la necesidad de un sistema, un método o una forma eficiente para dirigir y administrar el pueblo como lo hizo la primera civilización de Sumeria donde se crearon los primeros documentos, después se crean las primeras monarquías de Asia y Babilonia donde se da origen al código de Hammurabi que hace parte de la primera colección de leyes. Seguida por la civilización egipcia, griega hasta el Bajo Imperio Romano, donde se evidenció la organización y retención de fondos documentales en los palacios y monasterios.
Práctica funcional que para la época no contaba con un cuerpo teórico o doctrinal, pues su labor principal era la organización y clasificación de documentos, tarea totalmente sistemática y empírica, en la cual, el término archivo se ve limitado, al lugar donde se guardan los documentos, los cuales poseían carácter administrativo y jurídico, Debido a que estos contaban con valor probatorio.

#### Primeras formalizaciones de Archivo
Los documentos escritos siempre han contado con gran valor probatorio y de autenticidad las primeras formalizaciones archivísticas son:
Archeion: Tablillas de arcilla y madera en las que se plasmaba información de interés administrativo, jurídico y público. Es conocido actualmente como el primer archivo Griego formal, de acceso público.
Tabularium: Tablillas de piedra y arcilla en las que se registraba información, tanto administrativa, como jurídica. Archivo Romano de control cuyo acceso era reservado para los funcionarios públicos, en ejercicio de su labor.

#### Retroceso en el devenir archivístico
Luego de la caída del imperio romano se redujo la importancia administrativa que le daban, a los archivos. Y toma fuerza la palabra y demostración testificar.
De esta práctica inductiva, empírica y funcional, en donde los documentos debían ser clasificados rigurosamente, actualmente no se tiene mucha información, pues no hay documentos que hablen del tratamiento archivístico aplicados en la Edad Antigua; por lo tanto, aún se desconoce cómo era la clasificación original y jerárquica.

### Segunda etapa: desde la Baja Edad Media-sigloXVIII
A partir de la Baja Edad Media y hasta lo que sería el siglo XVIII se encuentra la segunda gran etapa de la archivística. Los archivos comienzan a tomar un carácter administrativo y la concreción de sus funciones y actividades, además de adquirir también una característica jurídico-político, puesto que las monarquías a un eran la forma de gobierno y los documentos le permitían al monarca tener información sobre los derechos de la Corona e información de las tierras que se tenían.
Por la ayuda que brindaban la corona los archivos comienzan a adquirir valor, poder y dominio, por lo cual a los archivos de poder se les denominó como “La función coercitiva del archivo”, esta función costra de tres características que serias: El carácter patrimonial que tiene el archivo, el secretismo y el tercero la inaccesibilidad del Archivo.
Desde finales del s. XVI y a lo largo de los siglos XVII y XVIII surgen una serie de tratadistas que desarrollan la literatura archivística (véase, por ejemplo, De re diplomatica) con contribuciones nada desdeñables tanto en sus planteamientos especulativos como en sus empeños experimentados y técnicos. Todo ello tuvo un efecto positivo en la creación de un cuerpo doctrinal archivístico, además se buscan respuestas concretas a problemas reales, realizando hipótesis que deberán ya ser tenidas en cuenta en el futuro a efectos de clasificar, ordenar y describir documentos y que tanto incidirán en la doctrina jurídica de la archivística.
La relación entre archivos y administración es bilateral; si por un lado las reformas administrativas condicionan la evolución cuantitativa y cualitativa de los archivos, por otro, éstos inciden en el desarrollo de aquellas y en su mayor funcionalidad pragmática. Por lo tanto el archivo es considerado como entidad necesaria para el funcionamiento administrativo.

### Tercera etapa
Los documentos adquieren otro valor además de fuente de poder, el de fuente para la historia a raíz del surgimiento del concepto de Archivo de Estado. Comienza desde el siglo XVII una concentración archivística en grandes archivos, se organizan los archivos administrativos, se elaboran ordenanzas que regulan el acceso, y se instituye el principio de secreto y en el siglo XVIII aparecen numerosos tratados archivísticos.
En el siglo XIX el desarrollo del principio de procedencia, este principio consiste en separar los fondos de cada administración y de cada oficina.
En el siglo XX El desarrollo de la archivística. Cruz Mundet en un principio consideraba a la Archivística como una disciplina (en el siglo XIX), pero, ya se puede considerar como una ciencia en constante evolución.
Aparecen nuevas preocupaciones a las que la archivística debe dar respuesta:
Burocratización de las administraciones públicas, participación de varias oficinas en el trámite administrativo, aparición de nuevos procedimientos de reproducción de documentación, existencia de un fondo acumulado durante el siglo XIX, ante la dedicación de los profesionales de la documentación histórica y abandono de la administrativa.
Necesidad de aplicación de criterios racionales de eliminación. La II Guerra Mundial marcará el despegue de la archivística. Cruz Mundet enumera dos razones:
El reconocimiento del interés de la documentación contemporánea para la investigación, la expansión de la democracia, y la expansión del principio de transparencia de las administraciones públicas.  
Además, se recoge la dimensión administrativa de los archivos, olvidada hasta este momento, y nacen nuevos modelos: RECORDS MANAGEMENT.

## Principios de la archivística

### Respeto de los fondos
Este principio implica respetar la integridad material e intelectual de cada fondo de archivos sin intentar separar los unos de los otros, los documentos que lo componen y sin repartirlos en categorías artificiales en función de su sujeto. Clasificación e instrumentos de búsqueda (Repertorio, inventarios, base de datos, etc.) deben permitir al investigador, no perder de vista el vínculo orgánico que une cada documento a la entidad que lo ha producido. En este sentido, los dos principios fundamentales de la Archivística son precisamente el principio de procedencia y el principio de orden natural.

## Ciclo de vida de los documentos

### Teoría de las tres edades de los archivos
Todo documento pase sucesivamente por dos o tres fases. En la primera, surge de los archivos corrientes, aquellos que se reportan cotidianamente, este es conservado por las personas que lo hayan producido o recibido.
Cuando estos documentos dejan de utilizarse cotidianamente y tampoco se pueden destruir, pasan al estado de archivos intermediarios, en esta etapa los documentos pueden ser ubicados en un local donde se podrán consultar en caso de necesidad o se confía a un servicio de archivos que lo restituirá si se pide. Una vez llegado el momento donde conservarlos ya no es necesario por la conducta de la actividad o por obligatoriedad, puede ser destruido o ser confiado como archivo definitivo a un servicio de archivos históricos.
En Francia, los archivos definitivos de las personas públicas, ya sea de colectividades territoriales o de servicios desconcentrados del estado deben ser entregados a los archivos departamentales del territorio geográfico donde se encuentren. Los archivos definitivos de las administraciones centrales del estado y de los establecimientos públicos a competencia nacional deben ser entregados a los archivos nacionales.

## Funciones de la archivística
- Creación
- Evaluación
- Crecimiento (adquisición)
- Clasificación
- Conservación (preservación)
- Descripción e indexación
- Difusión

En la obra colectiva Administración de archivos (2011), redactada por profesionales españoles e iberoamericanos, se estudian las funciones archivísticas agrupadas en dos categorías: funciones del sistema de administración de documentos y funciones de administración del sistema. Se incluyen entre las funciones de administración documental: la identificación; la clasificación; la descripción; la valoración, selección y eliminación, y la captura y transferencia de documentos. Son funciones de administración del sistema: la formación de usuarios; la gestión de recursos; la gestión de accesos y consultas; la elaboración de disposiciones normativas; el manual de buenas prácticas, y la difusión y acción cultural.